# Charles Green (astronomo)
Charles Green (Swinton, 1734 – 29 gennaio 1771) è stato un astronomo britannico. È essenzialmente noto per l'incarico di astronomo di bordo ottenuto, grazie alla Royal Society, nella famosa spedizione del 1768 per osservare il transito di Venere nell'oceano Pacifico sulla HMS Endeavour capitanata da James Cook.

## Biografia

### Primi anni di vita ed educazione
Charles Green era il figlio minore di Joshua, un prospero agricoltore che viveva nei pressi di Swinton nello Yorkshire. La sua formazione, secondo il suo futuro cognato William Wales, avvenne principalmente in una scuola vicino a Denmark Street a Soho, Londra. Questa scuola era gestita da suo fratello maggiore, il sacerdote Reverendo John Green. Il giovane Green diventò ben presto un assistente insegnante nello stesso istituto, continuando i suoi studi di astronomia fino al suo ingresso nel 1760 tra lo staff del Reale Osservatorio di Greenwich.

### La carriera in astronomia
Green fu nominato assistente dell'Astronomo Reale, James Bradley, succedendo all'astronomo Charles Mason che aveva lasciato l'incarico per unirsi la spedizione al capo di Buona Speranza per osservare i l transito di Venere del 1761. Dopo la morte di Bradley nel 1762, Green mantenne il suo ruolo di assistente per il successore, Nathaniel Bliss. A causa della cattiva salute di Bliss, gran parte del lavoro di osservazione pratica in quel periodo venne in realtà svolto da Green.
Nel 1763 Green, insieme con l'astronomo Nevil Maskelyne, fu inviato dalla Commissione per la longitudine (Commissioners for the Discovery of the Longitude at Sea) a Barbados. Il compito consisteva nel calcolarne la longitudine della capitale, Bridgetown, mediante l'osservazione dei satelliti di Giove. I risultati ottenuti dovevano poi essere confrontati con quelli del cronometro di John Harrison, il Timekeeper n. 4, in corsa per il Longitude Prize, il premio offerto dal governo britannico per l'ideatore di un metodo finalmente efficace per determinare la longitudine di una nave in mare. Dopo l'arrivo del meccanismo affidato al figlio di Harrison, William, Maskelyne e Green procedettero quindi al confronto dei risultati del cronometro con le osservazioni astronomiche per giudicarne la precisione.
I due approfittarono del viaggio a Barbados anche per utilizzare le loro osservazioni per determinare l'accuratezza del metodo della distanza lunare, il metodo escogitato dallo stesso Maskelyne per il calcolo della longitudine di una nave in mare. Da qui scaturì una disputa tra Maskelyne e William Harrison, che coinvolse anche Green, perché Harrison era del parere che Maskelyne non fosse un osservatore imparziale e fosse anzi un rivale diretto di suo padre nella corsa all'ambito Longitude Prize. Alla fine si raggiunse un compromesso con il quale si stabilì che il test del meccanismo di Harrison venisse eseguito da Maskelyne e Green a giorni alterni.
Il ritorno di Green in Inghilterra, nell'autunno del 1764, coincise con la morte di Nathaniel Bliss; egli tornò quindi a Greenwich per proseguire il lavoro di Bliss fino alla nomina di un nuovo Astronomo Reale, incarico presto affidato a Nevil Maskelyne. Green collaborò con questi per un breve periodo come assistente, ma infine lasciò Greenwich dopo un disaccordo con il suo nuovo superiore. Nel 1768 s'imbarcò come commissario di bordo sulla HMS Aurora ma quello stesso anno la Royal Society gli affidò l'incarico di accompagnare James Cook nel viaggio verso il Pacifico per l'osservazione del transito di Venere. Nonostante il loro precedente dissenso Maskelyne, che era membro della Transit of Venus Committee, raccomandò il suo ex assistente per il posto.

### Il viaggio sulla Endeavour e il transito di Venere

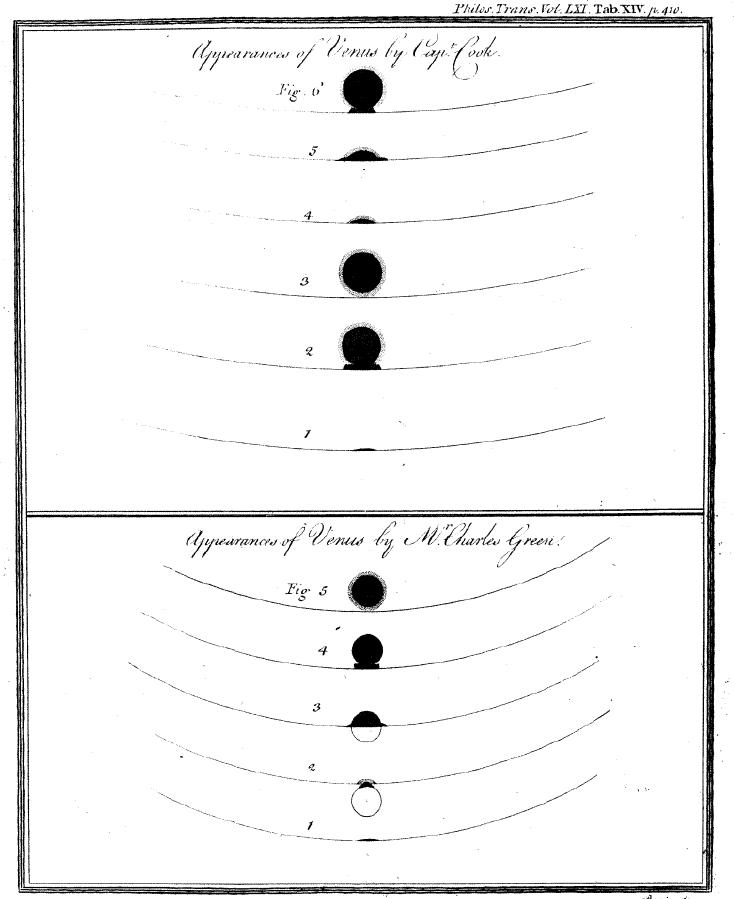
Schizzi del transito di Venere del capitano James Cook e di Charles Green, che mostrano l'effetto Black Drop. Si osservino le differenze tra i due disegni.

Green partecipò al primo viaggio di circumnavigazione di Cook nel 1768, accompagnato da un servo. Green era uno dei due astronomi ufficiali designati dalla Royal Society per osservare il passaggio; l'altro era lo stesso Cook che, pur non essendo un astronomo, era un comunque un osservatore capace. Green avrebbe ricevuto dalla Society 200 ghinee per l'incarico (Cook ne avrebbe ricevute 100). La Society fornì gli strumenti per la spedizione, tra cui due telescopi riflettori realizzati dal matematico James Short, due orologi e un quadrante; la dotazione era completata da un telescopio personale di Daniel Solander e un altro fornito dalla Royal Navy.
La spedizione arrivò a Tahiti, il sito scelto per l'osservazione del transito, l'11 aprile 1769. L'ancoraggio presso Matavai Bay, sulla costa nord-occidentale dell'isola, avvenne due giorni dopo. Cook commissionò la costruzione di un piccolo forte e osservatorio, subito battezzato Fort Venus e oggi conosciuto come Point Venus. All'inizio di maggio la strumentazione astronomica era pronta per le osservazioni. Di fondamentale importanza per Green era la determinazione della posizione precisa del luogo, che fu calcolata con il metodo della distanza lunare e l'osservazione delle lune di Giove.
Il furto del quadrante dal campo - da parte dei tahitiani locali o da membri della spedizione che furono scambiati per tahitiani - minacciò di vanificare l'impresa, ma fu presto recuperato, anche se smontato a pezzi e con qualche danno, dal botanico della spedizione Joseph Banks con l'aiuto dello stesso Green.
Il giorno del transito, 3 giugno, era una giornata limpida e il fenomeno sarebbe stato visibile nella sua interezza. Sebbene Cook avesse preso la precauzione di inviare due gruppi in un paio di isole periferiche, il punto di osservazione principale rimase a Fort Venus, dove Green, Cook e (in maniera indipendente) Solander avrebbero registrato i tempi di transito. Cook avrebbe osservato nel suo diario che i tempi registrati dai tre osservatori per i contatti risultavano significativamente diversi; oggi si pensa che le difficoltà fossero da mettere in relazione all'effetto Black Drop, un fenomeno ottico oggi ben noto e che avrebbe precluso una misurazione accurata – in particolare con gli strumenti utilizzati da Cook, Green e Solander. In seguito, comunque, sorsero grossi dubbi, agli occhi della Royal Society e Nevil Maskelyne, sull'utilità e il valore delle osservazioni di Green.

#### Critica a Green e alle sue osservazioni
A causa della morte di Green sul viaggio di ritorno, il lavoro di confronto e analisi dei suoi risultati toccò per primo a Cook e poi a Nevil Maskelyne. Cook ammise che, quando le ispezionò dopo la morte di Green, le carte dell'astronomo erano in uno stato disorganizzato e che alcuni dei tempi erano registrati in maniera incoerente su vari documenti. L'Astronomo Reale fu particolarmente critico verso l'operato di Green, in particolare sulle osservazioni effettuate per calcolare la latitudine e la longitudine di Fort Venus.
Successivamente fu osservato che, sebbene i tempi dei contatti indicati dai tre osservatori (Green, Cook e Solander) presenti a Fort Venus variassero, non sussistevano in realtà ragionevoli motivi di incoerenza attribuibili a un singolo osservatore.

### La continuazione del viaggio della Endeavour e la morte di Green
Dopo la partenza da Tahiti, la Endeavour proseguì verso sud-ovest, secondo gli ordini di Cook che prevedevano di esplorare ulteriormente l'oceano meridionale. La spedizione raggiunse quindi la Nuova Zelanda nell'ottobre del 1769, dando a Green un'opportunità per osservare il transito di Mercurio dalla Terra. Uno sbarco fu effettuato il 3 novembre in una insenatura che sarebbe stata chiamata successivamente Mercury Bay; il transito fu quindi osservato con successo da Green il 9 novembre.
Sulla rotta per l'Australia, durante il viaggio lungo la costa, Cook nel giugno del 1770 denominò un'isola Green Island, in onore dell'astronomo. Nel frattempo Green aveva contratto lo scorbuto.
La Endeavour fu costretta a fare rotta per Batavia per urgenti riparazioni. Nella città controllata dagli olandesi le malattie infettive, tra cui la malaria e la dissenteria, erano all'ordine del giorno. Green contrasse quest'ultima e trovò la morte il 29 gennaio 1771, dodici giorni dopo la partenza della nave dal porto. Nel registrare la morte dello studioso sul suo diario, Cook aggiunse che questi era già da qualche tempo in cattive condizioni di salute e il suo stile di vita aveva contribuito alla sua morte prematura. Un resoconto pubblicato in un giornale di Londra descrisse le sue ultime ore: "Era stato malato da qualche tempo, e gli era stato raccomandato dal chirurgo di tenersi al caldo, ma in un impeto di frenesia si alzò di notte e mise le gambe fuori degli oblò, e fu l'occasione della sua morte".

### Vita privata
Green sposò Elizabeth Long nel marzo del 1768 a Londra; gli atti della Royal Society riportano una disposizione di 50 sterline all'anno a beneficio della moglie per tutta la durata della spedizione. La sorella di Green, Mary, sposò l'astronomo William Wales, che aveva preso parte alla spedizione della Royal Society nella baia di Hudson per osservare il transito di Venere del 1769 e che avrebbe sostituito Green nel successivo viaggio di Cook.